# Štóla (poplatek)
„Štóla“, štolový poplatek či štolné je přenesený význam od součásti liturgického oděvu zvaného štóla či štola. Jedná se o peníze pro kněze za liturgické úkony jako jsou křest, svatba, pohřeb aj., při kterých má kněz předepsané, že musí nosit štólu. Jedná se o osobní příspěvek knězi a náhradu výloh, které jsou s úkonem spojené, např. cestovné, provozní náklady apod. Název je odvozen od kněžské štóly, kterou v katolické církvi může obléknout pouze příjemce kněžského svěcení: biskup, kněz nebo jáhen. Při některých liturgických úkonech tuto štólu duchovní přímo přikládá, například při svatbě, kdy ji klade na ruce novomanželů. Tyto úkony se štólou daly pak název i samotnému poplatku „štóla“. Štolový příspěvek je dobrovolný a provedení liturgického úkonu na něj není v žádném případě vázáno. Dobrovolně povinné štolové poplatky jsou regulovány úředními vyhláškami a kompetentní autorita může stanovit jejich výši.
Od doby pobělohorské až do revolučního roku 1848 (i déle) se kromě peněz odváděly katolickým farářům ke štóle i naturálie – ovce, drůbež, maso, ryby, řemeslná práce či práce na poli. Dlužné položky bývaly nejednou zapisovány do matrik. Od vydání tolerančního patentu v roce 1781 až do 1. února 1849 privilegovaná římskokatolická církev pobírala štolové i jiné poplatky od evangelických tolerovaných církví za služby, které nevykonávala (křty, pohřby a svatby). Tyto „vydržené“ poplatky byly (nejen) pro evangelíky povinné.